# Phényléthanolamine N-méthyltransférase
La phényléthanolamine N-méthyltransférase (PNMT) est une enzyme présente principalement dans la médullosurrénales qui convertit la noradrénaline (norépinéphrine) en adrénaline (épinéphrine). Elle est également exprimée dans des groupes de neurones du cerveau humain et dans certains cardiomyocytes,.

## Structure
La PNMT est une protéine dont le gène codant se trouve sur le chromosome 17 chez l'homme. Elle se compose de 4 exons pour une protéine de 30 kDa. La PNMT partage de nombreuses propriétés trouvées parmi les autres méthyltransférases . Sa séquence est très proche de celle de la glycine N-méthyltransférase (GNMT). Elle partage de nombreuses propriétés structurelles avec la catéchol O-méthyl transférase (COMT), bien qu'elles partagent moins d'identité de séquence. Plusieurs caractéristiques de la structure suggèrent que PNMT est une adaptation récente dans la famille des enzymes de synthèse des catécholamines, évoluant plus tard que COMT, mais avant d'autres méthyltransférases comme GNMT.
La S-adénosyl-L-méthionine (SAM) est un cofacteur nécessaire à l'action de la PNMT.  La région de liaison du site actif du cofacteur SAM contient un grand nombre de liaisons π de résidus de phénylalanine et de tyrosine dans le site actif qui aident à le maintenir dans sa poche de liaison grâce à l'empilement π . Parmi tous les variants PNMT connus dans la nature, il existe 7 résidus aromatiques cruciaux conservés dans le site actif.
Le résidu Glutamine 185 est nécessaire pour lier le substrat catécholamine. Le remplacement de ce résidu par un autre réduit l'efficacité catalytique du PNMT de dix à trois cents fois.
Le PNMT humain forme des dimères en solution. Lorsque les cristaux de PNMT sont cultivés dans des solutions non réductrices, deux liaisons disulfure se forment entre les cystéines 48 et 139 sur des chaînes opposées. Cette dimérisation n'a aucun effet sur l'activité catalytique de l'enzyme.

## Mécanisme d'action
La PNMT catalyse le transfert d'un groupe méthyle de la SAM vers la noradrénaline, la convertissant en adrénaline. Elle agit en rapprochant le cofacteur (SAM) et le substrat, de sorte que le groupe méthyle réactif puisse être attaqué par l'amine primaire de la molécule de noradrénaline. Le groupe méthyle de la SAM est très réactif, de sorte que la structure et le placement de la noradrénaline et de la SAM sont cruciaux pour une méthylation correcte du produit.
Alors que le PNMT méthyle la noradrénaline en adrénaline active, la noradrénaline peut également être méthylée par la COMT  qui ajoute le groupe méthyle à un endroit différent, produisant à son tour un composé inactif : la métanéphrine.
Le PNMT est également impliqué dans la biosynthèse des amines traces N -méthylées.

## Régulation
L'expression élevée de la PNMT est l'un des moyens par lesquels la réponse au stress rétroagit positivement. Une augmentation des hormones de stress ou des impulsions nerveuses dues au stress peut amener la PNMT à convertir davantage de noradrénaline en adrénaline. Cela renforce la puissance du système de réponse aux catécholamines, augmentant la production sympathique et rendant la réponse au stress plus importante.
On sait que la PNMT est régulée par les glucocorticoïdes produits par la glande surrénale. L'une des façons de réguler l'expression de la PNMT est l'influence positive de la corticostérone sur le maintien de l'ARNm de la PNMT. De plus les glucocorticoïdes augmentent la demi-vie biologique de l'enzyme in vitro. Chez les animaux ayant subi une ablation de l'hypophyse, l'ajout de glucocorticoïdes allonge de façon significative la demi-vie de la PNMT.
Des niveaux élevés de PNMT peuvent également être engendrés par des impulsions nerveuses splanchniques. Ces impulsions nerveuses augmentent la synthèse de l'ARNm de la PNMT.
Il a également été démontré que l'immobilisation due au stress pendant quelques heures augmentait l'activité de la PNMT chez les rats.
La SAM agit non seulement comme cofacteur de la PNMT, mais elle contribue également à stabiliser l'enzyme et à augmenter sa demi-vie en la rendant plus résistante à la coupure par la trypsine protéase.

## Organes producteurs
La synthèse de l'adrénaline et, par conséquent la localisation de la PNMT, se trouvent en grande partie dans la médullosurrénale, ou la glande surrénale de la plupart des espèces. Chez la plupart des mammifères adultes, la PNMT a été localisée dans le cytoplasme de ces cellules médullaires. Des études plus récentes montrent également que l'ARNm et la protéine de la PNMT sont exprimés dans d'autres régions du corps. Certains canaux neuronaux, la rétine, les oreillettes et les ventricules du cœur sont désormais considérés comme des sites d'expression de la PNMT. L'adrénaline est aussi produite dans de petits groupes de neurones du cerveau humain qui expriment la PNMT.

## Pathogénicité
La fonction normale ou le défaut de la PNMT sont associés à de multiples maladies et troubles comme le vitiligo où une diminution de l'activité de la PNMT est observée dans la peau des patients ou la maladie d'Alzheimer est associée à une réduction de l'activité de la PNMT dans les régions du cerveau les plus associées à la dégénérescence.

## Inhibition
Les inhibiteurs classiques de la PNMT comprennent les benzimidazoles, les quinolones et les purines. L'inhibition peut également être produite par l'ajout de S-désoxyadénosyl-L-homocystéine, un substitut du cofacteur SAM, qui lui ressemble, mais auquel il manque le groupe méthyle, de sorte qu'aucun transfert de méthyle n'est possible.